# ألان آدمسون
ألان آدمسون (بالإنجليزية: Alan Adamson)‏ (21 مايو 1963 باسكتلندا في المملكة المتحدة - ) هو مدرب كرة قدم ولاعب كرة قدم بريطاني في مركز الوسط.

## وصلات خارجية
- ألان آدمسون على موقع قاعدة بيانات كرة القدم.إي يو (الإنجليزية)